# シャボン (長山洋子の曲)
「シャボン」は、日本の歌手長山洋子のアイドル歌手時代にリリースされた2枚目のシングル。1984年8月1日に発売された。

## 解説
- 表題曲「シャボン」は、サザンオールスターズが1984年7月に発表したアルバム『人気者で行こう』収録曲で、メンバーである原由子のボーカル曲のカバー[2][信頼性要検証]。

- 楽曲について、長山本人はこのようにコメントしている。

「デビューの年の新人賞レースで歌っていたのがこの曲。そんなこともあって、今までのシングルの曲の中で一番長く歌いました。『ヴィーナス』が出るまで私の代表曲として紹介されることも多かったし、アレンジのひとつひとつまでしっかり頭にしみついています。当時16才の私には詩が少し大人っぽかったけれど、16才なりの感じ方で歌っていいんだなって思いながらレコーディングしたの。今聴いてみると、結構“少女”してるね。」―― ベスト・アルバム『New Yoko Times』(ニューヨーコ・タイムス) のライナーノートより。

## 収録曲
1. シャボン
  - 作詞・作曲：桑田佳祐 / 編曲：鷺巣詩郎
2. ピアニシモ
  - 作詞：橋本淳 / 作曲：山本寛太郎 / 編曲：鷺巣詩郎